# 814
Cette page concerne l'année 814  du calendrier julien. Pour l'année 814 av. J.-C., voir 814 av. J.-C.
L'année 814 est une année commune qui commence un dimanche.

## Événements

### Asie
- Début du règne en Inde de Amoghavarsha Ier Nripatunga, roi Rashtrakuta de Malkhed  (fin en 878)[1]. Amoghavarsha, âgé de 14 ans, aidé par son oncle Karka, roi du Gujerat, et son ministre Patalamalla, répriment les révoltes des Pandya et des Châlukya de l’est[2].

### Europe
- 28 janvier : Charlemagne, empereur d'Occident, meurt dans son palais d'Aix-la-Chapelle. Le pouvoir revient à son fils, Louis Ier le Pieux (fin de règne en 840)[3].
- 27 février : Louis le Pieux entre dans Aix-la-Chapelle[4]. Il installe ses conseillers aquitains au pouvoir tel le chancelier Hélisachar ou le clerc espagnol Agobard, archevêque de Lyon. Il entend maintenir la cohésion de l’Empire et favoriser la fusion des peuples qui le constituent, au profit de l’unité chrétienne. Il abandonne la conception laïque de l’empire de Charlemagne et renonce au titre de roi des Francs et de roi des Lombards et s’intitule : « Par la providence divine, empereur auguste »[5].
- 13 avril : Omourtag succède à Kroum comme khan des Bulgares[6]. Il conclut une paix de trente ans avec l’empire byzantin et ouvre son royaume à l’influence grecque[7].
- 25 décembre : vers les fêtes de Noël, le patriarche Nicéphore Ier convoque un concile à Constantinople qui condamne Antoine, métropolitain de Silée (Pergé), en Pamphylie comme iconoclaste[8].

- Premiers raids des Vikings à l’embouchure de la Loire (sans doute des Norvégiens venus d’Irlande). L'abbaye de Noirmoutier est pillée plusieurs fois entre 814 et 819[9].
- L’empereur byzantin interdit le commerce avec les Sarrasins de Syrie et d’Égypte (814/820)[10].
- Achèvement de la réforme épiscopale dans l’empire carolingien avec l’établissement de seize archevêchés à la place des métropoles disparues au nord des Alpes. L’évêque doit visiter chaque année les paroisses rurales et les églises privées des grands propriétaires, créer des écoles de chantres et de lecteurs, surveiller les monastères, nommer des chorévêques (évêques itinérants), prêcher et défendre la foi, s’occuper du service de la cathédrale avec les chanoines. À partir de 816, les revenus de l’évêché sont divisés en deux parts : la mense (table) épiscopale et la mense capitulaire (table des chanoines), divisée en autant de prébendes qu’il y a de chanoines. Les statuts synodaux réglementent la situation des diacres et des prêtres (instruction, célibat)[11].

## Décès en 814
- 28 janvier : Charlemagne, empereur d'Occident.
- 18 février : Angilbert, abbé de Saint-Riquier.
- 13 avril : Kroum, khan des Bulgares[6].